# 瓦尔诺 (西北梅克伦堡县)
瓦尔诺（德語：Warnow）是德国梅克伦堡-前波美拉尼亚州的市镇，隶属于西北梅克伦堡县。总面积为16.07平方千米，截至2023年12月31日总人口为617人。